# Armonide
Nell'Iliade, Armonide è il patronimico di  Tettone, un artigiano di Troia.

## Il mito
Tettone Armonide era padre di Fereclo, un abilissimo costruttore di navi, veloci e robuste. Una di esse fu utilizzata da Paride per rapire Elena.

### Fonti
- Omero, Iliade, V, 60 e seguenti

### Moderna
- Robert Graves, I miti greci, Milano, Longanesi, ISBN 88-304-0923-5.
- Anna Ferrari, Dizionario di mitologia, Litopres, UTET, 2006, ISBN 88-02-07481-X.